# HSG Nordhorn-Lingen
HSG Nordhorn er en tysk håndboldklub fra Nordhorn, der spiller i 2. Bundesliga, den næstbedste række. Klubbens herrehold spillede 1999-2009 i Bundesligaen. De største sportslige successer er sølvmedaljen i Bundesligaen i 2002 samt sejr i EHF Cuppen i 2008 i finalen mod FCK. Klubbens blev 2003-2009 trænet af svenske Ola Lindgren, der forinden spillede fem sæsoner i klubben.
Klubben gik konkurs i 2009 og blev rykket ned til den næstebedste række, hvor holdet har spillet siden.

## Kendte spillere
Listen indeholder en række kendte spillere, der alle har spillet mindst tre sæsoner i klubben.
- Jan Filip (2000-2008)
- Peter Gentzel (2001-2009)
- Holger Glandorf (1999-2009)
- Ola Lindgren (1998-2003)
- Bjarte Myrhol (2006-2009)
- Goran Šprem (2006-2009)
- Ljubomir Vranjes (2001-2006)